# トーマス・ブロイヒ
トーマス・ブロイヒ（ドイツ語: Thomas Broich、1981年1月29日 - ）は、ドイツの元サッカー選手、現サッカー指導者。選手時代のポジションはMF。
レギオナルリーガから昇格してきて、ドイツの未来を背負って立つ選手として期待されていたが、その期待の最中で負傷した事により鬱病を発症した。また、ポジションに囚われないプレースタイルから度々監督との衝突が起こっていたのもあり、ドイツ代表に選ばれる事はなくオーストラリアへと渡ったが、天才と称される選手であった。

## クラブ歴

### ドイツ

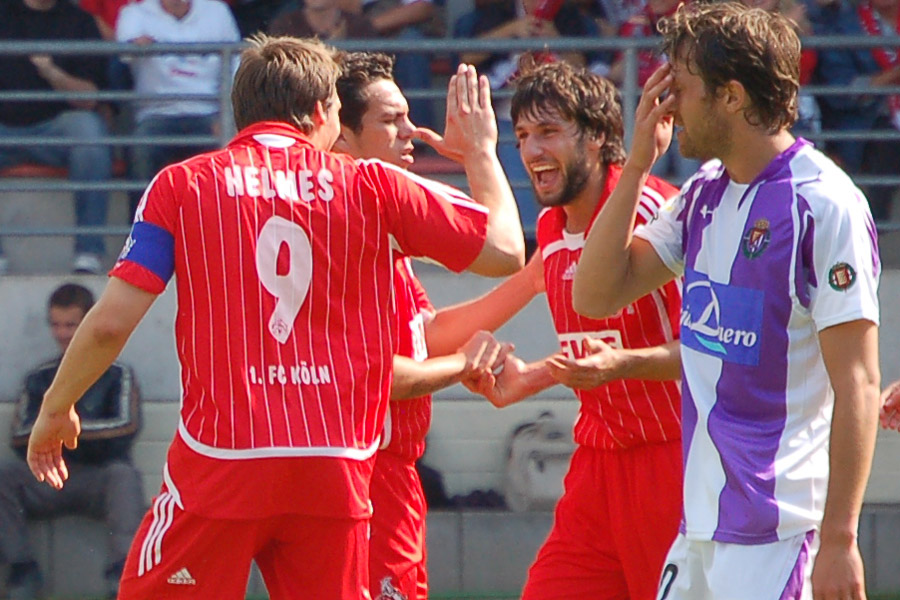
2007年、チームメイトとゴールを祝福するブロイヒ(右から2人目)

ASVロット・アム・イン、TSV1860ローゼンハイム、SpVggウンターハヒンクの下部組織に在籍した。ウンターハヒンクで当時3部のレギオナルリーガに昇格したが、監督がトップチームのメンバーとして起用しなかったため退団した。
2001年に同じくレギオナルリーガのSVヴァッカー・ブルクハウゼンに加入し、2.ブンデスリーガに昇格。クラシック音楽やドイツ文学にも造詣があった事から、この頃には既にチームメイトから「モーツァルト」の愛称で呼ばれるようになった。その活躍はFCバイエルン・ミュンヘンを筆頭にしたブンデスリーガのクラブからも注目されていた。
2004年1月にブンデスリーガのボルシア・メンヒェングラートバッハに完全移籍。この頃にはバスティアン・シュヴァインシュタイガーやルーカス・ポドルスキと並んでドイツの未来を背負って立つ存在としてメディアから注目されていた。しかし同年5月に負傷してUEFA U-21欧州選手権2004に出場出来ず、その負傷中にはセバスティアン・ダイスラーと同じく過度な期待から鬱病を患った。2004-05シーズンからディック・アドフォカートが監督に就任したが、ユニフォームは一番売れるほどの人気を誇ったにも関わらず、彼のフィジカルの弱さとポジションに囚われないプレースタイルが監督の不興を買い、ピッチ内外で衝突を繰り返した挙句、セカンドチーム送りにさせられた。アドフォカートが解任されホルスト・ケッペルが監督に就任するとトップチームのレギュラーに戻り、クラブを降格から救った。
ボルシア・メンヒェングラートバッハが契約を更新しなかったため、トマーシュ・ロシツキーの代役としてボルシア・ドルトムントが獲得に乗り出した。しかし最終的には1部昇格を狙う1.FCケルンに移籍した。DFBポカールで当時ブンデスリーガ1位につけていたシャルケ04と対戦した際には得点を決めて勝利に貢献しリーグ戦でも1部に昇格したものの、ブロイヒ自身はクリストフ・ダウム新監督には重用されず諍いを起こし結局和解できなかったなど、安定はしなかった。
Aリーグのアデレード・ユナイテッドFCが獲得に興味を示した事により、彼はドイツ国外でプレーする選択肢を考え出した。しかしボルシア・メンヒェングラートバッハ時代のアシスタントコーチで、彼のファンでもあったミヒャエル・エニングが説得に動いた事により、2009年6月9日、エニングが監督となった1.FCニュルンベルクに単年契約で加入した。しかしシーズン早々に大怪我を負ってしまった事により出場試合数は伸びなかった。

### オーストラリア

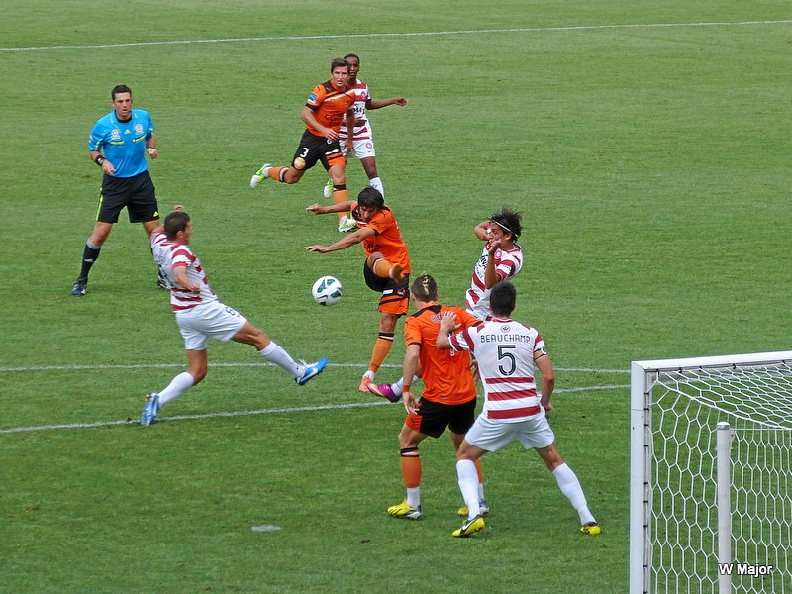
2013年、シュートを撃つブロイヒ

2010年5月11日にAリーグのブリスベン・ロアーFCに3年契約で加入。プレシーズンマッチから出場し、第7節のアデレード・ユナイテッド戦で初得点を記録した。移籍後初シーズンで6得点14アシストの記録を残し、クラブ史上初優勝に大きく貢献した。グランドファイナルの2得点はともに彼のアシストからであった。クラブの最優秀選手賞に選ばれ、Aリーグの最優秀選手に贈られるジョニー・ウォーレン・メダルは受賞こそならなかったものの次点となった。翌シーズンはジョニー・ウォーレン・メダルとAリーグ年間最優秀外国人選手賞を受賞した。2012年9月10日に新たに4年契約を締結し、2017年夏まで契約期間を延ばした。2014年のグランドファイナルではヤーコポ・ラ・ロッカとともに、グランドファイナルの最優秀選手に贈られるジョー・マーストン・メダルを受賞した。しかし翌シーズンには足首を負傷し6週間の離脱をした。2017年4月19日に退団が発表され引退した。

## 代表歴
2002年から2004年にかけてU-21代表としての出場歴があるが、UEFA U-21欧州選手権2004は負傷のために出場できなかった。またその後はB代表としてA代表候補の出場する試合での経験がある。

## 指導歴
引退後はアンジェ・ポステコグルーの影響を受けてサッカー指導者の道へと歩んだ。アイントラハト・フランクフルトではU-15のコーチをしており、長谷部誠が周囲の位置関係を確認する様子をビデオにして選手に送っている。

## プレースタイル
技術と視野に擢んでたプレーヤーで、オーストラリアでは史上最も巧いサッカー選手とも称された。当時ブリスベン・ロアーの監督であったアンジェ・ポステコグルーもAリーグで指折りの選手と称した。その実力は彼の離脱時の成績からも推し量れるもので、36試合無敗という新記録を打ち立てていたクラブが彼の離脱によって8試合で僅か1勝に終わったというデータも残っている。
また、2011年にはトム・ミーツ・ジズーというタイトルで彼のドイツ時代がドキュメンタリー映画化されている。

## 獲得タイトル・受賞

### クラブ
ブリスベン・ロアー
- Aリーグ・プレミアシップ：2010–11, 2013–14
- Aリーグ・チャンピオンシッップ：2010–11, 2011–12, 2013–14

### 個人
- ジョニー・ウォーレン・メダル（シーズン最優秀選手）：2011–12, 2013–14　2度の受賞は史上最多タイ
- ジョー・マーストン・メダル（グランドファイナル最優秀選手）：2014
- ギャリー・ウィルキンス・メダル（クラブ年間最優秀選手）：2010–11, 2012–13
- Aリーグ年間最優秀外国人選手：2011–12

Aリーグ・チーム・オブ・ザ・シーズン：2010–11, 2011–12, 2013–14
Aリーグ・オールスター：2013, 2014（マン・オブ・ザ・マッチ）
Aリーグ PFAチーム・オブ・ザ・ディケイド：2005–2015